# FIBA Océanie
La FIBA Océanie, ou Oceania Basketball Confederation, fondée en 1969, est une confédération des associations nationales de basket-ball. C'est une délégation géographique de la Fédération internationale de basket-ball amateur pour tout le continent.

## Histoire

### Avant la OBC
Lorsqu'en 1964, la FIBA décide de diviser le monde en zones géographiques, l'Australie et la Nouvelle-Zélande se sentent un peu lésées par ce nouveau mode de qualification pour les compétitions internationales dont ils sont désormais exclus. Ce problème est rapidement pallié puisque les deux nations phares de l'Océanie sont rattachées à la zone Asie. Mais cette résolution n'est qu'un détournement du problème, puisque la FIBA Asie n'apprécie pas tellement ces déplacements qu'on lui impose, d'autant plus que dans l'ensemble ces deux nations sont plus fortes que celles du continent asiatique à l'époque. Le 3 octobre 1967, les 2 fédérations se réunissent en compagnie des îles Fidji et la Papouasie-Nouvelle-Guinée qui réclamaient eux aussi leur droit à la compétitivité. Ainsi arrivent les prémices de la Confédération océanienne de basket-ball (Oceania Basketball Confederation ou OBC), officiellement créée en juin 1968.

### L'ère de l'OBC
Dès 1969 la FIBA est unanime quant à l'arrivée de cette nouvelle confédération, et l'accueille immédiatement en son sein. Peu à peu différentes nations d'Océanie viennent grossir les rangs de l'OBC, et, en 1974 la FIBA accorde une place systématique à un représentant de la zone Océanie pour les compétitions internationales.
1981 marque la naissance du Tournoi d'Océanie, autrement dit la Coupe d'Océanie des nations.

### Les années 2000
Depuis les années 2000, la FIBA a partiellement renommé la confédération qui porte ainsi les deux noms de Oceania Basketball Confederation ou FIBA Océanie suivant le contexte (intra ou extra océanien). Autre pas important dans la progression de la FIBA Océanie, est l'obtention d'un deuxième ticket qualificatif pour le championnat du monde masculin depuis l'élargissement à 24 nations en 2006.

## Fédérations
| - Australie - États fédérés de Micronésie - Fidji - Guam - Îles Cook - Île Norfolk - Îles Mariannes du Nord | - Kiribati - Îles Marshall - Nauru - Nouvelle-Calédonie - Nouvelle-Zélande | - Palaos - Papouasie-Nouvelle-Guinée - Samoa américaines - Samoa - Salomon - Tahiti | - Tonga - Tuvalu - Vanuatu |

## Compétitions
- Tournoi d'Océanie
- Tournoi féminin d'Océanie
- Jeux du Pacifique Sud